# 益子駅
益子駅（ましこえき）は、栃木県芳賀郡益子町大字益子にある真岡鐵道真岡線の駅である。関東の駅百選に選出されている。

## 歴史
- 1913年（大正2年）7月11日：官設鉄道（1949年から日本国有鉄道）の駅として開業[1][2]。一般駅[2]。
- 1982年（昭和57年）11月1日：貨物取扱廃止[4]。
- 1984年（昭和59年）2月1日：荷物扱い廃止[2]。
- 1987年（昭和62年）4月1日：国鉄分割民営化により、東日本旅客鉄道（JR東日本）の駅となる[2]。
- 1988年（昭和63年）4月11日：真岡鐵道に転換[1]。
- 1998年（平成10年）3月：旧駅舎の老朽化のため現在の駅舎に改築。
- 1999年（平成11年）：「焼き物の街に配慮した瓦屋根の駅舎にツインタワーをシンボルとした斬新な駅」として関東の駅100選に選定される[5]。

## 駅構造
単式ホーム1面1線を有する地上駅で有人駅。

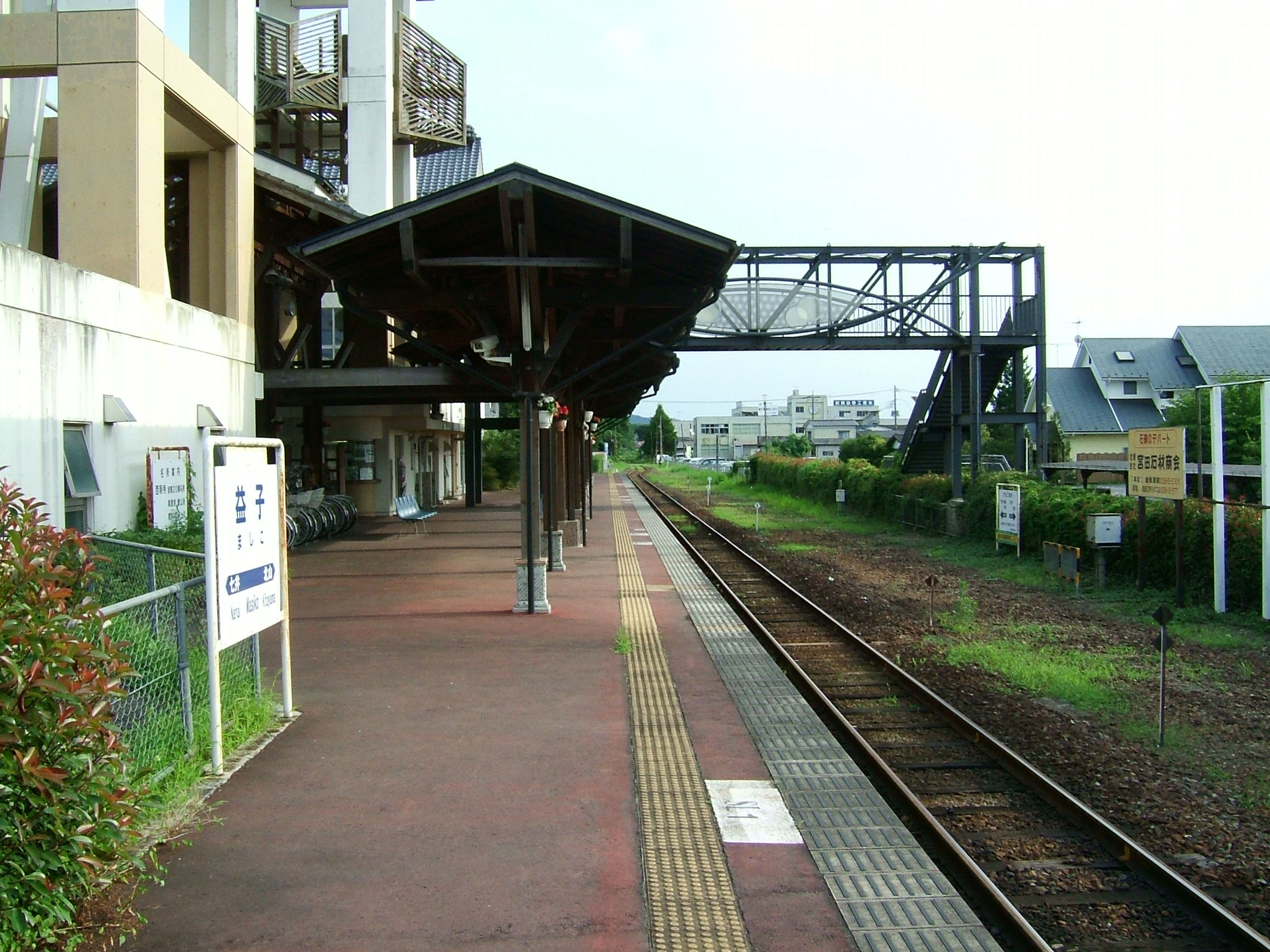
ホーム（2008年7月）

ただし、早朝および夜間の他に日中の一部時間帯は駅員無配置になる。
（窓口の営業時間は平日の6:50 - 10:25、14:20 - 18:20。土曜・休日は8:30 - 17:00)
また待合室には、益子町観光協会と食事処があり、待合室の2階は多目的室となっており一般に貸出している。
かつては2線あったが撤去された。駅舎と反対側に繋がる跨線橋がある。

## 利用状況
近年の一日平均乗車人員の推移は下記のとおり。
| 乗車人員推移 | 乗車人員推移    |
| 年度         | 1日平均乗車人員 |
| ------------ | --------------- |
| 2007         | 180             |
| 2008         | 185             |
| 2009         | 170             |
| 2010         | 176             |
| 2011         | 165             |
| 2012         | 183             |
| 2013         | 193             |
| 2014         | 146             |
| 2015         | 150             |
| 2016         | 152             |
| 2017         | 111             |
| 2018         | 110             |
| 2019         | 100             |

## 駅周辺
周辺は益子町の中心街であると同時に、益子焼の窯元が集まるエリアまで至近であり、市街地を歩いて約15分程度である。駅に申し出れば、レンタサイクルを有料で借りることができる。
- タクシー乗り場
- 街の駅（観光協会） - 喫茶・軽食・休憩施設。
- コインロッカー - 東西連絡自由通路下、駅改札脇の2か所にある。
- 公衆便所 - 自由通路下、駅ロッカー脇にある。
- 益子タクシー - 東野交通のバス乗車券も取扱う。
- 新光タクシー
- 保健センター
- 国道121号
- ファッションセンターしまむら益子店
- ヤマダデンキテックランド益子店（西へ徒歩2分）
- 国道294号
- 栃木県道108号益子停車場線 - 栃木県道41号つくば益子線
- 益子町役場
- 益子郵便局

### 益子焼関連
- 陶磁器窯の博物館
- 益子焼窯元共販センター
- 陶芸メッセ・益子

## バス路線
駅前にある益子駅前バス停留所に関東自動車が乗り入れており、宇都宮市方面への路線バスが運行されている。
また、東京（秋葉原）方面への高速バスと笠間稲荷神社入口行き急行バスを茨城交通が運行している。
| 系統                 | 主要経由地                                                                       | 行先       | 運行会社   | 備考   |
| -------------------- | -------------------------------------------------------------------------------- | ---------- | ---------- | ------ |
|                      | 陶芸メッセ入口、七井駅前、東高橋、JR宇都宮駅                                     | 宇都宮東武 | 関東自動車 |        |
| 関東やきものライナー | 茂木さかがわ館前、笠間ショッピングセンター、笠間稲荷神社入口、八潮PA（TX八潮駅） | 秋葉原駅   | 茨城交通   |        |
| 急行                 | 茂木さかがわ館前、笠間ショッピングセンター・笠間稲荷神社入口                     | 笠間駅前   | 茨城交通   | 1日1本 |

## 隣の駅
真岡鐵道
■真岡線
「SLもおか」停車駅
北山駅 - 益子駅 - 七井駅